# 니즈니노브고로드현

니즈니노브고로드현의 문장

니즈니노브고로드현의 지도

니즈니노브고로드현(러시아어: Нижегородская губерния)은 1714년부터 1929년까지 존재했던 러시아 제국의 현으로 현도는 니즈니노브고로드이며 면적은 51,252km2, 인구는 1,584,774명(1897년 당시 기준)이다. 현재의 러시아 니즈니노브고로드주에 걸쳐 있었다.